# 手コキ

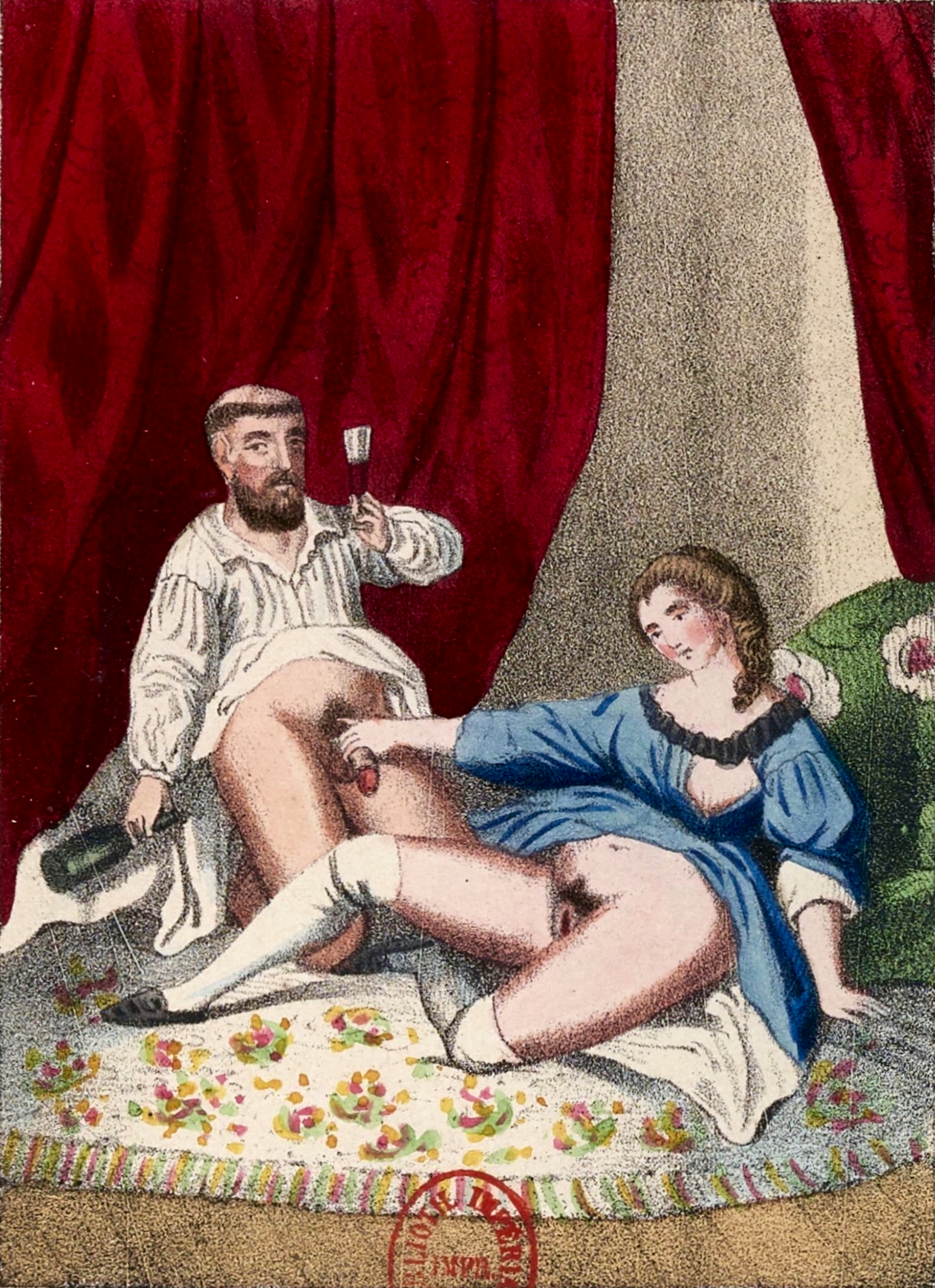
手コキの様子の画像

手コキ（てコキ）は性行為における性的興奮を得る為に、男性自身ではなくパートナーが男性の陰茎や陰嚢を触ったり、手の前後運動で性的興奮を高めたり、射精させることの俗称。「手」で「扱（こ）く」の意で、ラテン語では「digitatio」という。英語圏では「handjob（ハンドジョブ）」。陰茎の皮を使用したり、コンドームを装着して行う場合や、ローションを使用して行う場合もある。性交時の愛撫・前戯の一環として行われる場合は、膣への挿入前にソフトマッサージのように陰茎を刺激し、勃起の度合いや性的興奮を高めるために行われる。陰茎を刺激中は、時々声をかけてコミュニケーションをとりつつ男性の希望に沿ってあげるのもよい。

## 注意点
パートナーは、男性器を傷つけることを防ぐため、指の爪は短くして手は清潔な状態を保って行うことが望ましい。またアダルトビデオでは男性器（特に陰嚢）を乱暴に扱う動画が国内外問わず存在するが、それを好むのはごく一部の性癖を持つ者であり男性器も女性器同様デリケートな部分なので、陰茎・陰嚢に過度な力を与えないこと。射精させた後は速やかに手を拭き取るか洗い流すこと。避妊を希望する場合は、精液が女性器に触れないようにする。